# Felicia Weathers

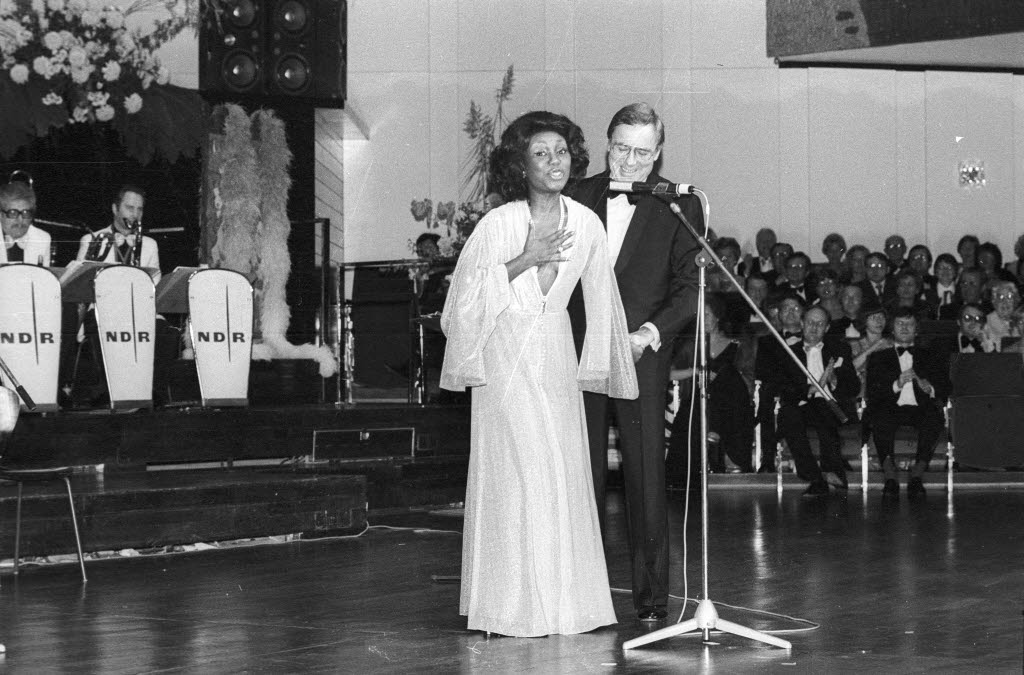
Felicia Weathers

Felicitas „Felicia“ Weathers (* 13. August 1937 in St. Louis, Missouri, USA) ist eine US-amerikanische Opernsängerin (Sopran).

## Leben
Felicitas Weathers studierte in den Vereinigten Staaten erst einige Semester Medizin, ehe sie sich dem Musikstudium zuwandte. 1961 kam sie nach Europa und trat bis 1963 zunächst in Kiel auf. Anschließend war die  Sängerin sieben Jahre lang bis 1970 Mitglied der Hamburger Oper und gastierte in München und Wien, wo sie große Erfolge als Madama Butterfly, Salome und Aida feierte. Diese Opern gehörten zu ihren bedeutenden Auftritten; hinzu kommen die Rollen als Dona Anna in Don Giovanni und als Elisabeth in Don Carlos. Weathers ist auch eine Konzertsängerin. Sie sang auch in Zürich, Wien, Berlin, Hamburg, Paris, Oslo, Kopenhagen und Stockholm sowie im Royal Opera House, La Scala und Metropolitan Opera, wo sie mit der Lisa debütierte. 1968 trat sie mit der Salome in Chicago auf. Einer ihrer Förderer war Herbert von Karajan.
Jenseits der Oper sah man Felicitas Weathers auch als Gast in diversen Unterhaltungssendungen, in denen sie ihr stimmliches Talent unter Beweis stellen konnte, auf. Man sah und hörte die Sopranistin als musikalischen Gast unter anderem in der Drehscheibe, Zwischen Bach und Beat, Unsere kleine Show, Der goldene Schuß, Porträt in Musik und in Blick zurück von vorn. Bei den Montagsmalern war sie im Oktober 1982 das vorläufig letzte Mal in einer deutschen Fernsehsendung zu Gast.
Dann wurde es still um die mit dem ungarischen Musiker Bela Bakonyi verheiratete und in fünf Sprachen singende Amerikanerin. Felicitas Weathers kehrte in die USA zurück, trat noch gelegentlich dort und in Italien auf und sang später Spirituals und Gospels. Im März 1998 war sie nochmals bei Alfred Bioleks Kochshow alfredissimo! zu sehen. Ihre Bühnenkarriere beendete sie 1999, danach arbeitete Weathers nur noch als Regisseurin und Gesangslehrerin.
Weathers hat viele internationale Preise gewonnen. In Deutschland erhielt sie den Deutschen Schallplattenpreis.